# Deni Avdija
Deni Avdija (Beit Zera, 3 de janeiro de 2001) é um jogador sérvio-israelense de basquete profissional que atualmente joga no Portland Trail Blazers da National Basketball Association (NBA).
Filho do jogador de basquete Zufer Avdija, ele se juntou ao Maccabi Tel Aviv em 2013. Ele estreou no time principal em 2017, aos 16 anos, tornando-se o jogador mais jovem da história do clube.
Em 2020, Avdija se declarou para o draft da NBA de 2020 e foi selecionado pelo Washington Wizards como a 9º escolha geral.

## Juventude e carreira juvenil
Avdija nasceu em Beit Zera, Israel, de onde sua mãe era natural. Seu pai, Zufer Avdija, jogou pela seleção da Iugoslávia antes de se mudar para Israel e jogar por times do pais.
Ele jogou futebol americano até entrar na quarta série, quando começou a se concentrar no basquete. Em 2013, ele ingressou nas categorias de base do Maccabi Tel Aviv. De 2017 a 2019, Avdija levou o Maccabi Tel Aviv ao tri-campeonato israelense consecutivo. Em agosto de 2018, ele participou do Basketball Without Borders Europe, em Belgrado, onde foi nomeado MVP.
Avdija inicialmente competiu no nível juvenil pelo Bnei Herzliya e, em janeiro de 2019, jogou pelo time sub-18 do Maccabi Tel Aviv no Torneio Adidas Next Generation (ANGT) em Munique. Ele foi selecionado para a Equipe do Torneio após liderar o evento com médias de 24,3 pontos, 6 assistências e 3,8 roubos de bola. Em maio, ele se juntou à equipe Sub-18 do Maccabi Tel Aviv para as finais da ANGT. Ele foi selecionado para a Equipe do Torneio depois de liderar o evento com médias de 24,7 pontos e 12 rebotes.

## Carreira profissional

### Maccabi Tel Aviv (2017–2020)
Em 5 de novembro de 2017, Avdija iniciou sua carreira profissional no Maccabi Tel Aviv, assinando um contrato de seis anos com o clube. Em 19 de novembro, ele fez sua estreia profissional na Premier League israelense, jogando três minutos contra o Ironi Nes Ziona. Aos 16 anos e 320 dias de idade, ele se tornou o jogador mais jovem a jogar pela equipe sênior do clube. Avdija fez sua estreia na EuroLeague em 22 de novembro de 2018, aos 17 anos, em uma derrota por 74-70 para o Fenerbahçe. Ele marcou dois pontos em três minutos.

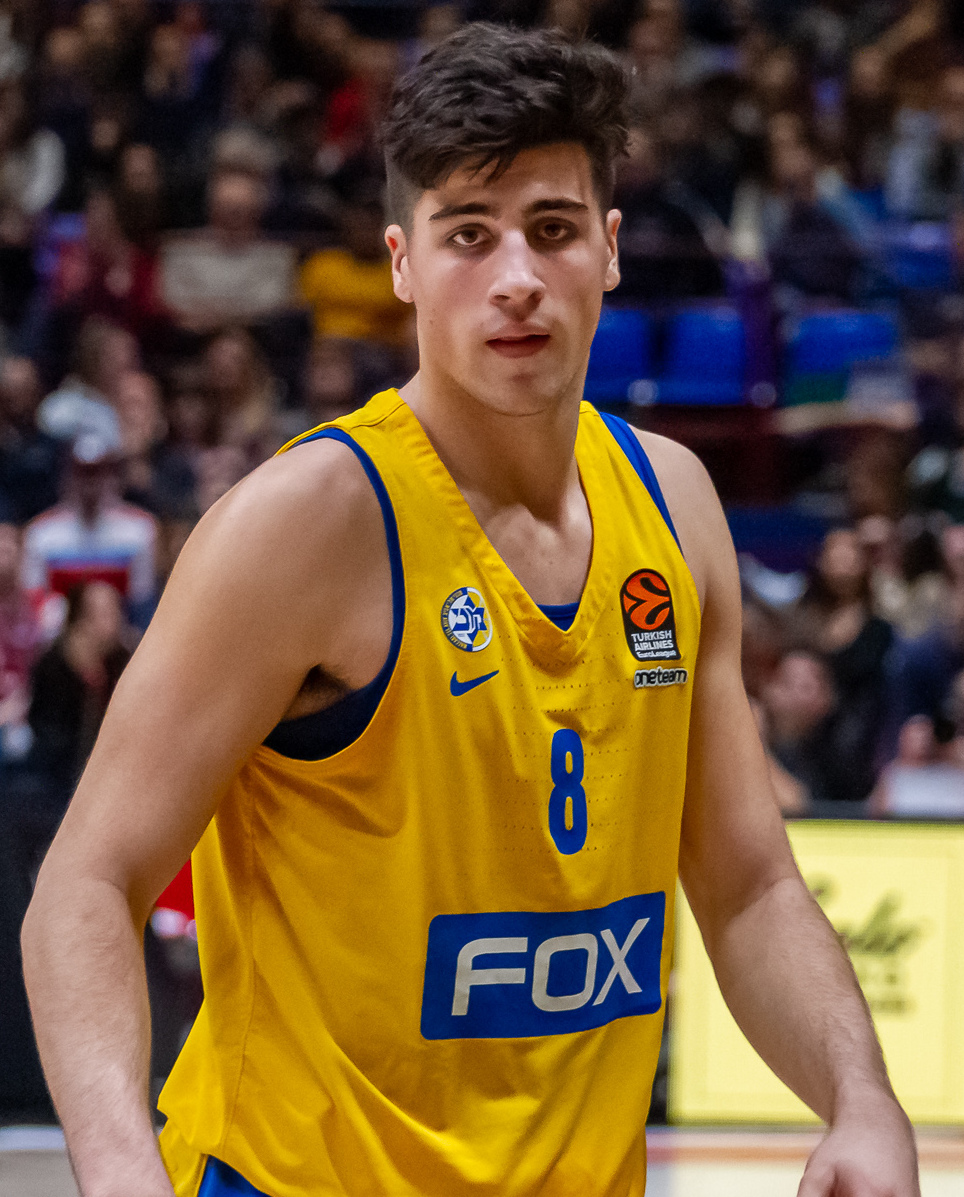
Avdija com o Maccabi Tel Aviv em 2019

Em 24 de outubro de 2019, aos 18 anos, Avdija estreou como titular na EuroLeague, registrando seis pontos e três rebotes em 16 minutos na vitória por 76-63 sobre o Valencia. Em 11 de janeiro de 2020, Avdija teve 22 pontos e 5 assistências na vitória por 94-83 sobre o Hapoel Holon. Em 31 de janeiro, ele foi eleito o Jogador Israelense do Mês na Premier League após ter médias de 14,5 pontos, 5,3 rebotes e 2,5 assistências. Em 1º de fevereiro, Avdija  registrou 26 pontos e seis rebotes na derrota por 86-81 para o Hapoel Eilat. Seis dias depois, ele marcou 13 pontos na vitória por 78-77 sobre o Fenerbahçe. Sua enterrada sobre Luigi Datome durante o jogo seria chamada de Momento da Temporada da EuroLeague em julho de 2020. Em 16 de abril, Avdija se declarou para o draft de 2020 da NBA.
A temporada de Avdija foi suspensa por cerca de três meses devido à pandemia de COVID-19. Ele voltou à ação em 21 de junho, registrando 23 pontos, sete rebotes e cinco assistências em 24 minutos na vitória por 114–82 sobre o Maccabi Ashdod. Em 23 de julho, ele teve 22 pontos, incluindo 10 no quarto período, e 10 rebotes na vitória por 83-68 sobre o Hapoel Tel Aviv, ajudando o Maccabi Tel Aviv a avançar para a Final Four da Premier League. Na final de 28 de julho, Avdija registrou cinco pontos, sete rebotes, quatro assistências e duas roubadas de bola para ajudar o Maccabi Tel Aviv a derrotar o Maccabi Rishon LeZion por 86-81. Ele se tornou o jogador mais jovem a ganhar o prêmio de MVP da Liga Israelita. Ele terminou a temporada com médias de 12,9 pontos, 6,3 rebotes e 2,7 assistências. Na EuroLeague, Avdija teve médias de 4,0 pontos, 2,6 rebotes e 1,2 assistências em 14,3 minutos.

### Washington Wizards (2020–Presente)

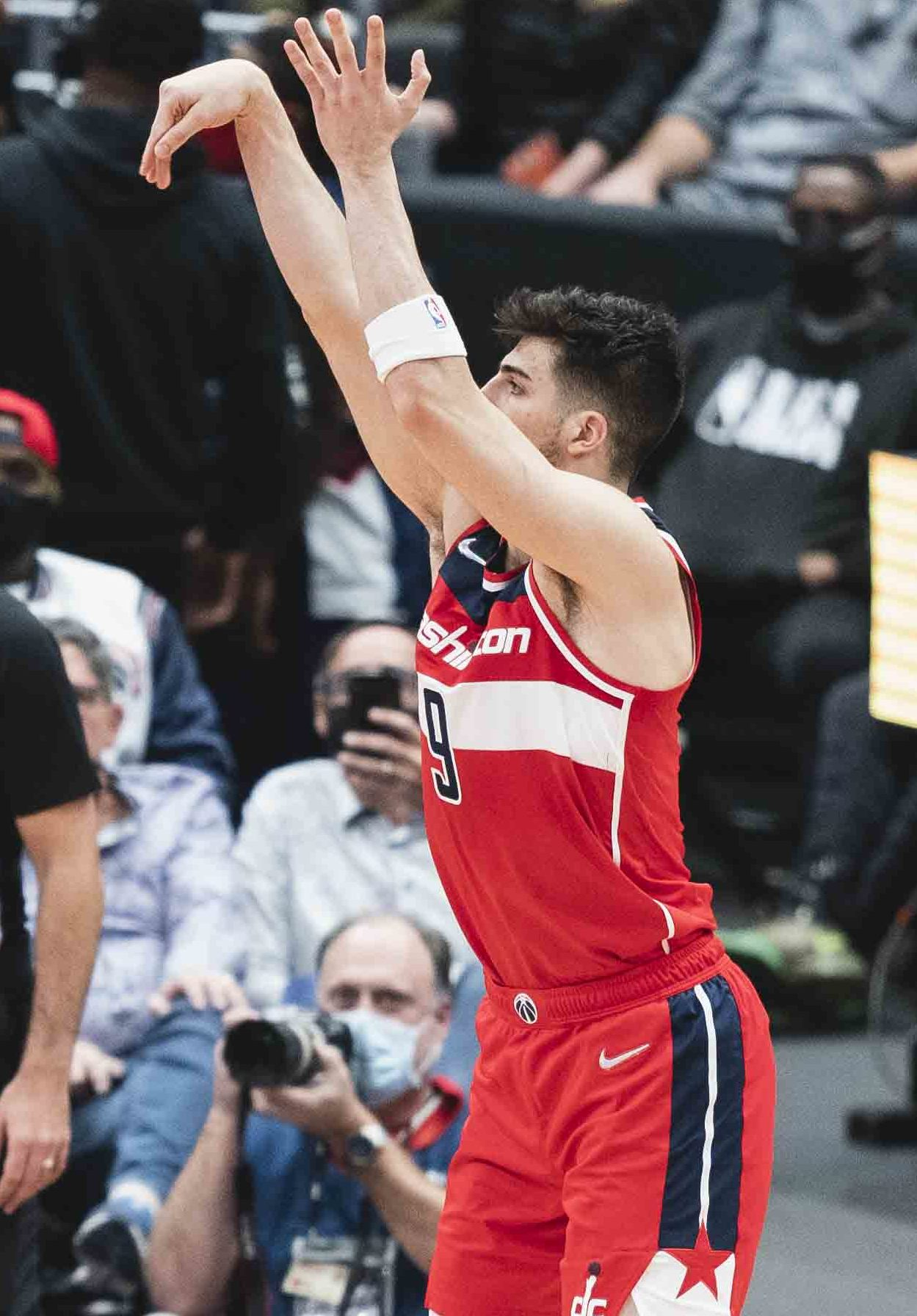
Avdija tenta um arremesso em outubro de 2021

Avdija foi selecionado pelo Washington Wizards como a nona escolha geral no draft da NBA de 2020. Em 1 de dezembro de 2020, ele assinou um contrato de 4 anos e US$20.3 milhões com os Wizards.
Em 9 de janeiro de 2021, Avdija registrou 20 pontos, com cinco cestas de 3 pontos, cinco rebotes, cinco assistências e dois roubos de bola em uma derrota por 128-124 contra o Miami Heat. Em 21 de abril, ele sofreu uma fratura no tornozelo direito durante uma vitória por 118–114 contra o Golden State Warriors.
Em 14 de fevereiro de 2022, Avdija estabeleceu um recorde de rebotes na carreira com 15 em uma derrota de 103–94 para o Detroit Pistons. Durante a temporada de 2021–22, Avdija jogou todos os 82 jogos com médias de 8,4 pontos, 5,2 rebotes e 2,0 assistências.
Em 11 de janeiro de 2023, Avdija estabeleceu um novo recorde de rebotes na carreira com 20 em uma vitória de 100–97 contra o Chicago Bulls. Em 30 de janeiro de 2023, ele estabeleceu um recorde de pontos na carreira com 25 em uma vitória de 127–109 contra o San Antonio Spurs.
Em 22 de outubro de 2023, Avdija e o Washington Wizards concordaram com uma extensão de contrato de 4 anos e US$ 55 milhões.
Em 14 de fevereiro de 2024, Avdija registrou um novo recorde de carreira em pontos com 43, junto com 15 rebotes, em uma derrota de 133–126 para o New Orleans Pelicans. Ele terminou a temporada de 2023–24 com as melhores médias da carreira em todas as principais categorias estatísticas, registrando médias de 14,7 pontos, 7,2 rebotes e 3,8 assistências.

### Portland Trail Blazers (2024–Presente)
Em 6 de julho de 2024, Avdija foi negociado com o Portland Trail Blazers em troca de Bub Carrington, Malcolm Brogdon e várias seleções de draft.

## Carreira na seleção

### Seleção junior
Embora também fosse elegível para representar a Sérvia, devido à origem de seu pai, Avdija escolheu jogar por Israel porque estava mais familiarizado com seu idioma. Ele competiu por Israel no EuroBasket Sub-16 de 2017 em Podgorica e liderou o torneio com médias de 12,6 rebotes e 5,3 assistências, além de 15,3 pontos.

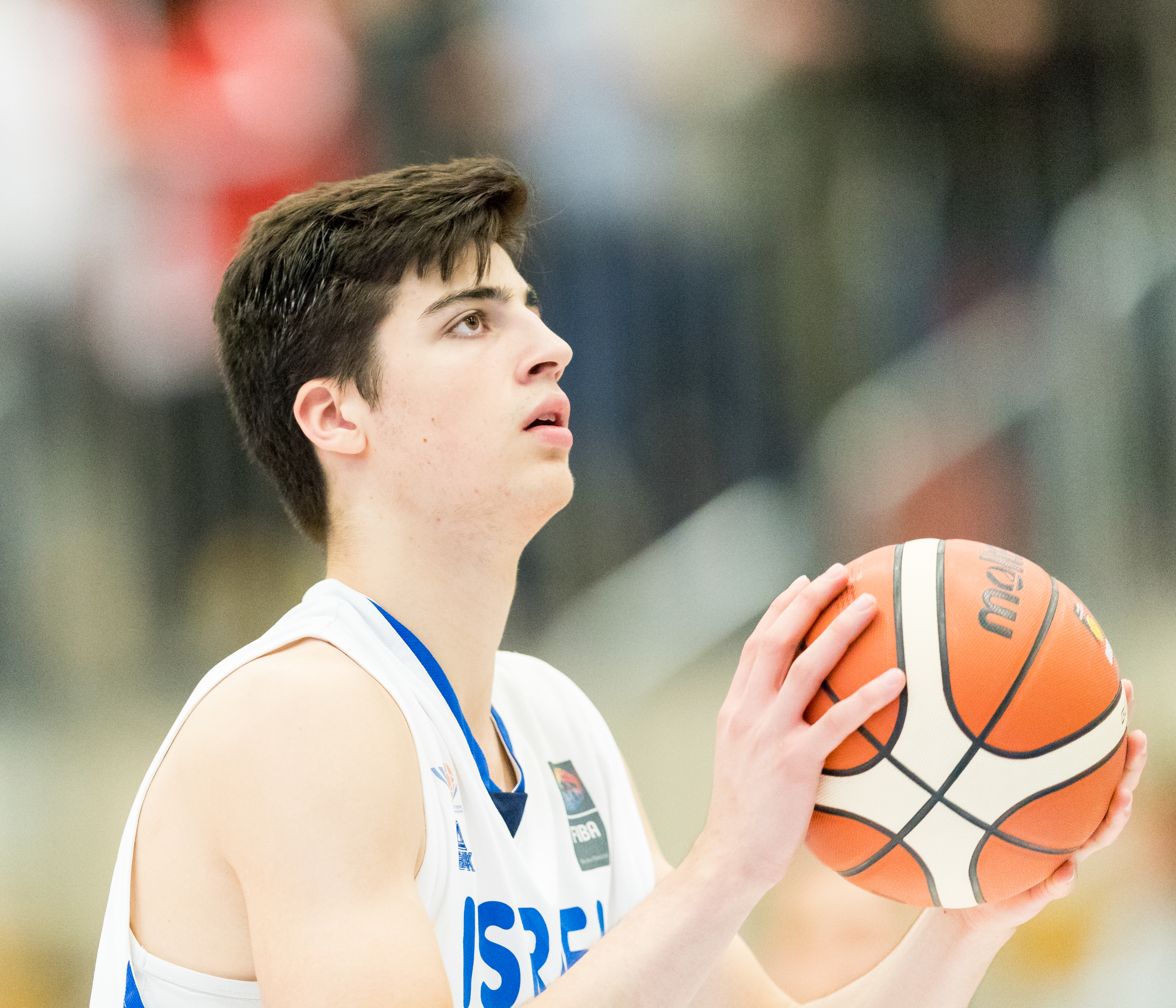
Avdija fazendo um lance livre para Israel no Torneio Albert Schweitzer em abril de 2018.

Em abril de 2018, Avdija teve médias de 17 pontos e nove rebotes no Torneio Albert Schweitzer, uma competição sub-18 em Mannheim. Em julho de 2018, ele disputou o EuroBasket Sub-20 em Chemnitz, levando Israel à medalha de ouro com médias de 12,7 pontos, 6,4 rebotes, 1,1 assistências e 1,3 roubos de bola. Mais tarde naquele mês, Avdija competiu na Divisão B do EuroBasket Sub-18 em Skopje. Parecendo cansado do torneio anterior, ele teve médias de 17,3 pontos, 7,4 rebotes, 3 assistências e 1,4 roubos de bola.
Em julho de 2019, Avdija levou Israel à segunda medalha de ouro consecutiva no EuroBasket Sub-20 em Tel Aviv. Ele teve médias de 18,4 pontos, 8,3 rebotes, 5,3 assistências, 2,4 bloqueios e 2,1 roubos de bola, ganhando o Prêmio de MVP. Avdija registrou 26 pontos, 11 rebotes e 5 roubos de bola contra a França na semifinal, antes de registrar 23 pontos, 7 assistências, 5 rebotes e 3 bloqueios contra a Espanha na final.

### Seleção Sênior
Em 21 de fevereiro de 2019, Avdija fez sua estreia pela Seleção Israelense principal em uma vitória por 81-77 sobre a Alemanha, durante a fase de qualificação para a Copa do Mundo de 2019. Em 24 de fevereiro de 2020, ele registrou 21 pontos e oito rebotes em 24 minutos na vitória por 87-63 sobre a Romênia durante as eliminatórias do EuroBasket de 2021.

## Vida pessoal
Seu pai Zufer Avdija nasceu em Pristina, Iugoslávia (hoje Kosovo), e é um cidadão sérvio-israelense de Gorani. Jogador profissional de basquete na Iugoslávia e em Israel, Zufer passou 11 anos de sua carreira como jogador no Crvena zvezda e foi o capitão do time na década de 1980, antes de se mudar para a Premier League israelense na década de 1990 e jogar 8 temporadas pelo Ramat HaSharon, Rishon LeZion, Hapoel Tel Aviv e Bat Yam. Ele também representou a seleção iugoslava conquistando a medalha de bronze na Copa do Mundo de 1982. A mãe de Avdija, Sharon Artzi, uma judia israelense de Kibbutz Beit Zera, é uma ex-atletista e jogadora de basquete.
Avdija tem dupla cidadania de Israel e da Sérvia, esta última porque seu pai é cidadão sérvio. Quando ele completou 18 anos, ele recebeu um adiamento do serviço obrigatório nas Forças de Defesa de Israel (IDF) devido à sua carreira no basquete. Em 1° de abril de 2020, enquanto a temporada de basquete foi suspensa como resultado da pandemia de COVID-19, Avdija foi convocado para o IDF para um serviço rápido.
Na entrevista do draft da NBA de 2020, Avdija disse: "Meu pai é Zufer Avdija. Ele nasceu em Kosovo, Sérvia. Ele foi um jogador de basquete da seleção iugoslava e de vários times de Israel", aparecendo com um distintivo da bandeira de Israel-Sérvia na lapela de seu paletó. Ele também afirmou que aprendeu a falar inglês jogando videogame e assistindo a sitcoms da Nickelodeon.

## Estatísticas da carreira

### NBA

#### Temporada regular
| Ano      | Equipe     | PJ  | PT  | MPJ  | AP   | 3P   | LL   | RT  | AS  | BR | TO | PPJ  |
| -------- | ---------- | --- | --- | ---- | ---- | ---- | ---- | --- | --- | -- | -- | ---- |
| 2020–21  | Washington | 54  | 32  | 23.3 | .417 | .315 | .644 | 4.9 | 1.2 | .6 | .3 | 6.3  |
| 2021–22  | Washington | 82  | 8   | 24.2 | .432 | .317 | .757 | 5.2 | 2.0 | .7 | .5 | 8.4  |
| 2022–23  | Washington | 76  | 40  | 26.6 | .437 | .297 | .739 | 6.4 | 2.8 | .9 | .4 | 9.2  |
| 2023–24  | Washington | 75  | 75  | 30.1 | .506 | .374 | .740 | 7.2 | 3.8 | .8 | .5 | 14.7 |
| Carreira | Carreira   | 287 | 155 | 26.0 | .448 | .325 | .720 | 5.9 | 2.4 | .7 | .4 | 9.6  |

### EuroLeague
| Ano      | Equipe           | PJ | PT | MPJ  | AP   | 3P   | LL    | RT  | AS  | BR | TO | PPJ |
| -------- | ---------------- | -- | -- | ---- | ---- | ---- | ----- | --- | --- | -- | -- | --- |
| 2018–19  | Maccabi Tel Aviv | 8  | 0  | 6.4  | .444 | .500 | 1.000 | 1.5 | .3  | .1 | .0 | 3.9 |
| 2019–20  | Maccabi Tel Aviv | 26 | 5  | 14.3 | .436 | .277 | .556  | 2.6 | 1.2 | .4 | .2 | 4.0 |
| Carreira | Carreira         | 34 | 5  | 10.3 | .440 | .388 | .778  | 2.0 | .7  | .2 | .1 | 3.9 |

Fonte: